# Мобареке
Мобареке́ (перс. مبارکه‎) — город в центральном Иране, в провинции Исфахан. Административный центр шахрестана Мобареке.
В окрестностях города расположен один из крупнейших сталелитейных комплексов Ирана.

## География
Город находится в южной части Исфахана, в гористой местности восточного Загроса, в правобережной части долины реки Заянде. Абсолютная высота — 1667 метров над уровнем моря.
Мобареке расположен на расстоянии приблизительно 30 километров к юго-юго-западу (SSW) от Исфахана, административного центра провинции и на расстоянии 363 километров к югу от Тегерана, столицы страны. Ближайший гражданский аэропорт расположен в городе Зерриншехр.

## Население
По данным переписи, на 2006 год население составляло 62 454 человека.
| 1986   | 1991   | 1996   | 2006   | 2012   |
| ------ | ------ | ------ | ------ | ------ |
| 32 089 | 38 133 | 46 428 | 62 454 | 72 794 |